# Renault R30
Renault R30, ili R30 je bolid francuske momčadi Renault F1 za sezonu 2010. R30 predstavljen je 31. siječnja 2010. na stazi Ricardo Tormo u Valenciji. Nakon Ferrarija, McLarena i BMW Saubera, Renault je bio četvrta momčad Formule 1 koja je predstavila svoj bolid.

## Promjene u Renaultu
Renault je, u svjetskom prvenstvu 2009. završio na tek osmom mjestu u konstruktorskom poretku, no više štete im je nanijela afera Crashgate, što je donijelo gubitku prvog sponzora Renaulta, nizozemske kompanije ING, koja se bavi pružanjem raznih financijskih usluga i ujedno je jedan od najvećih ulagača u cjelokupnu Formulu 1. Povukla se i španjolska osiguravajuća tvrtka Mutua Madrileña. Španjolci su raskinuli sponzorski ugovor tvrdeći da je namještanje utrke predstavljalo kršenje ugovornih prava i obveza. U kolovozu 2009. Renault je za 2010. osigurao sponzorstvo MegaFona, ruske mreže u mobilnoj telefoniji.
MegaFon je jedan od rijetkih jačih sponzora koji je ostao u momčadi poslije izbijanja skandala s namještanjem utrke u Singapuru. Također, spomenuto je da će Renault u 2010. vjerojatno nastupiti s proračunom umanjenim za 30-40%, a svoje će motore i dalje ustupljivati Red Bullu.
Nakon prodaje velikog dijela momčadskih udjela luksemburškog tvrtki Genii Capital Renault je potvrdio svoj ostanak u elitnom društvu Formule 1. 13. svibnja 2010. Renault F1 Team objavio je da biznismen iz Saudijske Arabije, Tarek E. Obaid postaje novi partner njihove F1 momčadi. Obaid je suosnivač, suvlasnik i izvršni direktor PetroSaudi Internationala, privatne naftne i plinske kompanije. Također je osnivač i investitor serije kompanija, što uključuje i mnogobrojna partnerstva s većinskim vlasnikom Renaulta Genii Capitalom.

### Vozačke promjene
Odmah po završetku sezone nakon što se saznalo da Alonso i Piquet odlaze, Renault je objavio Roberta Kubicu kao njihovog novog vozača. Ipak, Kubičin ostanak bio je pod znakom upitnika nakon što je momčad preuzela sa 75 posto paketa dionica luksemburška investicijska tvrtka. Imao je klauzulu u ugovoru prema kojoj može napustiti Renault ako dođe do značajnih vlasničkih promjena, ali nije ju iskoristio i tako potvrdio svoj ostanak u momčadi. Nakon što je Renault predstavio javnosti novi bolid za nadolazeću sezonu, ujedno je i potvrdio Rusa Vitalija Petrova kao drugog vozača. Osim dvojice trkaćih vozača, Renault je potvrdio i da će u njihov razvojni program biti uključeni još Ho-Pin Tung, Jerome d'Ambrosio i Jan Charouz. 

## Bolid

### Livreji
Renaultov R30 napravljen je novim livrejama kojima dominiraju tradicionalne Renaultove boje - žuta i crna. Podsjetnik je to na veliku prošlost francuskog proizvođača i upravo su s tom paletom boja 1978. i ušli u Formulu 1. 2. ožujka 2010. proizvođač automobila Lada objavila je da će u 2010. godini biti zastupljena u Formuli 1, reklamirajući se na bolidima Renaultove F1 momčadi.
Nakon što je McLaren potvrdio inovativno stražnje krilo koje omogućava vozaču da utječe na njegovu aerodinamičku konfiguraciju i tako poveća brzinu bolida na pravcu, mnoge momčadi u F1 bile su zainteresirane za nešto slično. BMW Sauber je postao prva momčad koja je kopirala radikalnu McLarenovu dihalicu, na engleskom jeziku poznatu još i kao F-duct sistem. Međutim, upravitelj momčadi Renaulta Eric Boullier za britanski Autosport izjavio je da Renault neće odstupati od svog razvojnog programa za sezonu i trošiti dodatne resurse za nešto što ne misle da uvelike povećava brzinu bolida. Ipak, nakon što su mnoge momčadi i prihvatile taj sustav, a i nastojanja da ne zaostanu za vodećima, Renault je pred VN Kine odlučio promijeniti svoju odluku i počeo radove na svom F-duct sustavu.

### RS27 motor
16. ožujka 2010. Renault je podnio zahtjev FIA-i za izjednačavanje snage i performansi svog motora sa suparničkim, no FIA je odbila Renaultov zahtjev, no umjesto toga Renault je dobio dozvolu da unaprijedi svoj RS27 motor, što znači "mnogobrojna" unaprijeđenja zbog pouzdanosti i smanjenja troškova.

## Testiranja
Prvog dana testiranja u Valenciji na stazi Ricardo Tormo, 1. veljače 2010. Kubica je bio osmi najbrži, sa zaostatkom od 2.5 sekunde u odnosu na Felipea Massu, ali je rekao da Renault nije testirao maksimalnu performansu. Na drugom danu testiranja u Španjolskoj, Kubica je bio četvrti najbrži od ukupno njih osam. 
Na drugim službenim predsezonskim testiranjima na stazi Jerez u Španjolskoj, prvog dana Petrov je dobio priliku i odvezao sveukupno 23 kruga, te postavio osmo najbolje vrijeme. Na drugom danu testiranja francuska momčad planirala danas testirati s Petrovom, no odlučeno je kako će za upravljač bolida R30 biti Kubica koji se također plasirao na osmo mjesto. Na trećem danu testiranja za bolidom R30 bio je Petrov i postavio šesto najbolje vrijeme.
Na završnom danu prvog tjedna testiranja na Jerezu, Kubica postavio je četvrto najbrže vrijeme. Na prvom danu trećih predsezonskih testiranja u Jerezu, Petrov je dovezao 55 krugova i postavio deveto najbrže vrijeme, dok je na drugom danu bio sedam desetinki iza najbržeg Rubensa Barrichella. Trećeg dana testiranja Kubica je postavio šesto najbolje vrijeme, dok je posljednjeg dana bio dvije desetinke sporiji od vodećeg u poretku Jensona Buttona.

## Otvorenje sezone
Na službenim kvalifikacijama za VN Bahreina 2010. Kubica je zauzeo deveto startno mjesto, dok se njegov momčadski kolega Petrov se kvalificirao na 17. mjesto. Renault je Bahrein, doduše, napustio bez bodova, ponajprije zahavaljujući incidentu koji se na prvom zavoju dogodio između Kubice i Force Indijinog Adriana Sutila. Premda je nakon prvog zavoja pao na samo začelje poretka, Kubica je se uspio oporaviti i utrku završiti na 11. mjestu, prvom koje ne donosi bodove. S druge strane, Petrov je nakon sjajnog prvog dijela utrke zapeo u boksu (problemi s bolidom) te odustao od nastavka utrke.
Na drugim kvalifikacije sezone na stazi Albert Park u Melbourneu za VN Australije Kubica je startao s devetog mjesta, no utrku je iznenađujuće na kraju završio na pobjedničkom postolju iza pobjednika Jensona Buttona. Petrov je imao dobar uvodni dio utrke i napredovao osam pozicija nakon 19. mjesta u kvalifikacijama, no zbog izlijetanja sa staze zapeo u šljunku, te bio primoran odustati od nastavka utrke.
Za vrijeme kvalifikacija u Maleziji u vrlo teškim kišnim uvjetima R30 Kubice bio je vrlo dobar i u Q1 ostvario najbrže vrijeme, dok je u Q2 bio drugi, a nešto lošije vrijeme u Q3 plasirao je Kubicu na šesto startno mjesto. Petrov je prošao Q1, dok je ispao u Q2 ostvarivši na startu 11. mjesto. Na samome startu Kubica je napredovao dva mjesta i cijelu utrku vozio se iza dva Red Bulla i Mercedesa Rosberga te na koncu osvojio četvrto mjesto. Petrov se dobro borio u utrci, no 34. krugu je za njega završen utrka zbog kvara bolida i bio je prisiljen parkirati svoj Renault pokraj staze. Za vikend VN Kine Renault je donio mnogobrojna poboljšanja na R30 (novo prednje krilo i podnožje) i nastavio s agresivnim razvojem bolida za 2010. U kvalifikacijama Kubica je osvojio osmo mjesto na startu, a Petrova su mučili problemi iz trećeg slob. treninga kada je izletio i oštetio šasiju. Nastupio je u kvalifikacijama i osvojio četrnaesto mjesto. Kubica je nastavio s dobrim rezultatima za Renault te je u potpunosti kapitalizirao početnu odluku da ostane na slick gumama i na kraju je uzeo peto mjesto, a Vitalij Petrov stigao je do sedmog mjesta i prvih bodova u Formuli 1.
Nakon trotjedne pauze u kalendaru F1 uslijedila je utrka za VN Španjolske. Kubica je usvom R30 krenuo u utrku sa sedme pozicije, a Petrov je zbog promjene mjenjača s 19. mjesta.  Kubica je već odmah na početku imao manji dodir s jednim Sauberom, što je uzrokovalo probleme na aerodinamici, ali uspio je doći do bodova. Petrov je utrku završio na 11. mjestu.
Na ulicama Monte Carla Kubica se nakon dobrih nastupa na slobodnim treninzima nametnuo kao jedan od pritajenih favorita za pobjedu na VN Monaka, a po završetku kvalifikacija plasirao se u prvi startni red, samo tjedan dana nakon kvalifikacija u Španjolskoj, na kojima je za vodećim kasnio 1.5 sekundi. Za utrku, Kubica je dobio je novo prednje krilo te je u samoj utrci odveo Renault do drugog postolja sezone, osvojivši 3. mjesto iza vodećeg dvojca iz Red Bulla. Petrov je u utrci bio na 13. mjestu, tada posljednjem nakon odustajanja mnogih vozača, pa je krug prije završetka utrke tijekom sigurnosnog automobila ulaskom u boks završio utrku da očuva gume i motor. Dobru utrku Renault imao je i na VN Turske, oba Renaulta našli su se među 10 najboljih nakon kvalifikacija, dok je u utrci Kubica osvojio 6. mjesto, a Petrov je u samoj završnici izgubio bodove zbog sudara s Alonsom u izravnoj borbi za 8. mjesto. Petrov je u kontaktu s Alonsom probušio gumu i zbog toga je morao u boks te je utrku završio na 15. mjestu, ali i s najbržim krugom utrke koji je postavio u laganom bolidu sa setom svježih guma. Uslijedio je nakon godinu dana pauze povratak Formule 1 u Kanadu. Renault je nastavio s tradicijom "svaka utrka-novo prednje krilo". U kvalifikacijama prvi puta su se među vodeće momčadi odlučile na različitu strategiju guma. Kubica je završnu rundu kvalifkacija odvozio na tvrđim gumama, za razliku od većine u top 10 koji su vozili na mekim i ostvario 8. mjesto. S nedostatkom gripa u utrci, sama utrka bila je uzbudljiva s monogo odlazaka u bokseve, međutim iz njih Renault nije profitirao. Kubica je utrku završio na 7. mjestu, ali i s najbržim krugom utrke, što mu je prvi najbrži krug u karijeri. Petrov je imao loš start u kojem je izletio na travu i oštetio bolid u sudaru s jednim Sauberom, što mu je upropastilo utrku i završio tek na 17. mjestu. 
R30 je od europskog GP-a u Valenciji bio opremljen novim velikim paketom poboljšanja: novim prednjim krilom, novim podvožjem i novim ispušnim sistemom, čime su napravili još jedan korak naprijed u odnosu na vodeće. Tijekom cijelog vikenda u Valenciji Kubica se našao u Top 5, a u kvalifikacijama osigurao je 6. mjesto. Petrov je također bio brz i po drugi puta ušao u završnu kvalifikacijsku rundu. U kaotičnoj utrci, sa sigurnosim automobilom Kubica je utrku okončao za mjesto više, dok je Petrov utrku završio 11. i nije upisao bod. FIA-a je naknadno donijela kazne vozačimam među kojima su Kubica i Petrov. Oboje su dobili kaznu 5 sekundi u odnosu na vrijeme završene utrke. Kubica je ostao na 5. mjestu, dok je Petrov pao na 14. 

## Potpuni popis rezultata u F1
(legenda) (Utrke označene debelim slovima označuju najbolju startnu poziciju) (Utrke označene kosim slovima označuju najbrži krug utrke)
| Godina | Momčad     | Motor           | Gume | Vozači | 1   | 2   | 3   | 4   | 5   | 6    | 7   | 8   | 9   | 10  | 11  | 12  | 13  | 14  | 15  | 16  | 17  | 18  | 19  | Bodova | Poredak |
| ------ | ---------- | --------------- | ---- | ------ | --- | --- | --- | --- | --- | ---- | --- | --- | --- | --- | --- | --- | --- | --- | --- | --- | --- | --- | --- | ------ | ------- |
| 2010.  | Renault F1 | Renault RS27 V8 | B    |        | BHR | AUS | MAL | KIN | ŠPA | MON  | TUR | KAN | EUR | VBR | NJE | MAĐ | BEL | ITA | SIN | JAP | KOR | BRA | ABU | 89.*   | 5.*     |
| 2010.  | Renault F1 | Renault RS27 V8 | B    | Kubica | 11  | 2   | 4   | 5   | 8   | 3    | 6   | 7.  | 5   |     |     |     |     |     |     |     |     |     |     | 89.*   | 5.*     |
| 2010.  | Renault F1 | Renault RS27 V8 | B    | Petrov | Ret | Ret | Ret | 7   | 11  | 13 † | 15  | 17  | 14  |     |     |     |     |     |     |     |     |     |     | 89.*   | 5.*     |

- † vozač nije završio utrku, ali ubrojeno mu je osvojeno mjesto jer je završio 90% utrke ili više.

## Vanjske poveznice
- Službena stranica Renault F1 Team  Arhivirana inačica izvorne stranice od 26. svibnja 2005. (Wayback Machine)